# Tomasz Barczyk
Tomasz Barczyk (ur. 1975 w Chełmie) – polski grafik.

## Życiorys
W 2001 roku uzyskał dyplom z wyróżnieniem na kierunku grafika Wydziału Sztuk Pięknych UMK w Toruniu. W lutym 2002 Kapituła Medalu im. Tymona Niesiołowskiego przyznała artyście medal za najlepszy dyplom. Od 2002 prowadzi zajęcia na Wydziale Sztuk Pięknych UMK w Toruniu. Doktor sztuki – doktorat w dziedzinie sztuk plastycznych (grafika) w dyscyplinie sztuki piękne.
Tworzy grafikę (linoryt, drzeworyt, litografia, grafika komputerowa), rysunek, malarstwo. Zajmuje się również projektowaniem graficznym i fotografią.

## Nagrody i wyróżnienia
(wg źródła)
- wyróżnienie – wyróżnienie XII Konkurs im. Józefa Gielniaka, Jelenia Góra 2012
- wyróżnienie – X Quadriennale Drzeworytu i Linorytu Polskiego 2011, Olsztyn
- wyróżnienie – 7 Triennale Grafiki Polskiej 2009, Katowice
- 3. nagroda – Gdyński Przegląd Grafiki 2009, Gdynia
- 2. nagroda – Dzieło Roku 2005 toruńskiego ZPAP w kategorii grafika,
- wyróżnienie – 1st International Biennale Exlibris and Small Graphic Forms, Gniezno,
- nominacja do nagrody – XI Międzynarodowe Biennale Małej Formy Graficznej i Exlibrisu, Muzeum Miasta Ostrowa Wielkopolskiego,
- 2. nagroda – Dzieło roku 2003 toruńskiego ZPAP w kategorii grafika,
- 1 nagroda – International Design Contest – USA,
- 3. nagroda – International Small Engraving Salon, Florean Museum, Rumunia,
- 3. nagroda – Dzieło roku 2002 toruńskiego ZPAP w kategorii malarstwo,
- wyróżnienie w konkursie na exlibris Miasto Wieliczka – Zabytkowa Kopalnia Soli

## Wystawy
(wg źródła)
Zorganizował kilkanaście wystaw indywidualnych, między innymi w: Galeria 72 w Chełmie, Wozownia w Toruniu, Galeria Spodki w Białymstoku, Farbiarnia w Warszawie. Brał udział w ponad 80. wystawach (w tym ok. 40 międzynarodowych), za granicą i w Polsce, między innymi:
- X Quadriennale Drzeworytu i Linorytu Polskiego 2011, BWA Olsztyn
- 2 Imprint 2011, Warszawa
- Duży format / Mały format; Galeria 72, Muzeum w Chełmie
- Contemporary Polish Printmaking Exhibition, Tianjin, Chiny
- 7 Triennale Grafiki Polskiej 2009, Katowice
- Grand Prix Młodej Grafiki Polskiej, Bunkier Sztuki, Kraków 2009
- Wielość w jedności, Drzeworyt polski po 1900 roku, Galeria Sztuki Nowoczesnej w Czerwonym Spichrzu, Muzeum Okręgowe w Bydgoszczy
- Figuracja czy abstrakcja II, Radolfzell am Bodensee, Niemcy
- 1st International Printmaking Bienninal – Stambuł, Turcja
- 5th KIWA Exhibition, Kioto City Museum, Japonia
- 5th International Small Engraving Exhibition, Cremona, Włochy
- IX Quadriennale Drzeworytu i Linorytu Polskiego, BWA Olsztyn
- 5th International Exhibition of Miniatures „little m”, Wilno
- Eurografik Kraków – Sankt Petersburg 2006, Sankt Petersburg
- 2nd International Mini Print de Sarajevo, Nacionalna biblioteka, Sarajewo
- XX Międzynarodowe Biennale Ekslibrisu Współczesnego, Muzeum w Malborku
- XI Międzynarodowe Biennale Małej Formy Graficznej i Exlibrisu, Muzeum Miasta Ostrowa Wielkopolskiego
- 12 Międzynarodowe triennale Małe Formy Grafiki, Miejska Galeria Sztuki, Łódź
- 1st International Biennale Exibris and Small Graphic Forms, Gniezno
- IV Międzynarodowy Przegląd Ekslibrisu Drzeworytniczego i Linorytniczego im. Pawła Stellera, Biblioteka Śląska, Katowice
- 3a Biennal Internacional d’Art Grafic, Museo Michetti, Francavilla al Mare, Włochy
- Kisgrafika 2004 Small Graphic Form, Budapeszt, Węgry
- Triennale Tczewskie, Tczew
- VI Međunarodni bijenale Suva igla, Užice, Serbia
- 1st International Ex-libris Competition, Ankara, Stambuł – Turcja
- 12th International Print Biennial, Warna w Bułgarii
- Międzynarodowy Konkurs Graficzny im. J. Gielniaka, Jelenia Góra
- VIII Quadriennale Drzeworytu i Linorytu Polskiego, BWA Olsztyn
- V Międzynarodowy Konkurs Graficzny na Ekslibris, Gliwice
- IV Meģunarodno Graficzko Trienałe, Bitola, Macedonia
- 6eme Triennale Mondiale d’Estampes Petit Format, Chamalières, Francja
- Współczesny Exlibris Polski i Mała Forma Graficzna, Muzeum Okręgowe, Rzeszów

Jego prace znajdują się w muzeach w Polsce, Włoszech, Francji, Rumunii, Chorwacji, Bułgarii, na Węgrzech, a także
w zbiorach prywatnych w Polsce, Niemczech, Holandii, Francji.